# Teška snajperska puška RT-20
Teška snajperska puška RT-20 kalibra 20 mm, tzv. ručni top, jednometna je repetirna puška proizvedena početkom 1990. godine u poduzeću RH Alan za potrebe Hrvatske vojske u Domovinskom ratu. Glavna namjena joj je uništavanje lakooklopljenih vozila, neprijateljskih zaklona, zapovjednih mjesta i žive sile na udaljenosti do 2000 m. 

## Dizajn i karakteristike
Streljivo kalibra 20x110 mm s eksplozivnim ili protuoklopnim zrnom primarno se koristi kod protuavionskih topova porodice M55, početne je brzine 850 metara u sekundi te učinkovito uništava većinu meta.
Teški snajper je uspješno korišten u borbenim djelovanjima tijekom Domovinskog rata, a prednosti su očigledene u njegovoj velikoj razornoj moći, no nedostatci se očituju u velikoj masi od čak 17,3 kg (bez dvonošca i optičkog nišana), velikim dimenzijama te nemogućnošću korištenja oružja u skučenim objektima i urbanoj borbi.

## RT-20M1
Kasnije, tijekom domovinskog rata proizvedena je poboljšana verzija puške nazvana RT-20M1 a glavna novina je bila smanjenje mase cijevi puške sa 17,3 na 15,1 kg. 
Kako bi se omogućilo smanjenje sile koja nastaje pri opaljenju streljiva hrvatski su inženjeri na domišljat način riješili problem tako što su iznad cijevi postavili tubu koja radi na reaktivnom principu tako što nakon ispaljenja projektila dio barutnih plinova iz cijevi odlazi u tubu te potom van iza strijelca te tako stvara silu obrnutu od sile koje je nastala opaljenjem projektila amortizirajući trzaj puške.

## Vanjske poveznice
- naoruzanje.paracin.co.yu  Arhivirana inačica izvorne stranice od 29. veljače 2008. (Wayback Machine)
- world.guns.ru  Arhivirana inačica izvorne stranice od 27. travnja 2006. (Wayback Machine)